# ناحیه بدین
ناحیه بدین (سندی: ضلعو بدين، اردو: ضلع بدین)؛ یکی از ناحیه‌های پاکستان است که در ایالت سند واقع شده‌است. ناحیه بدین ۶٬۷۲۶ کیلومتر مربع مساحت و ۱٬۸۰۴٬۵۱۶ نفر جمعیت دارد.